# Castelul Foix

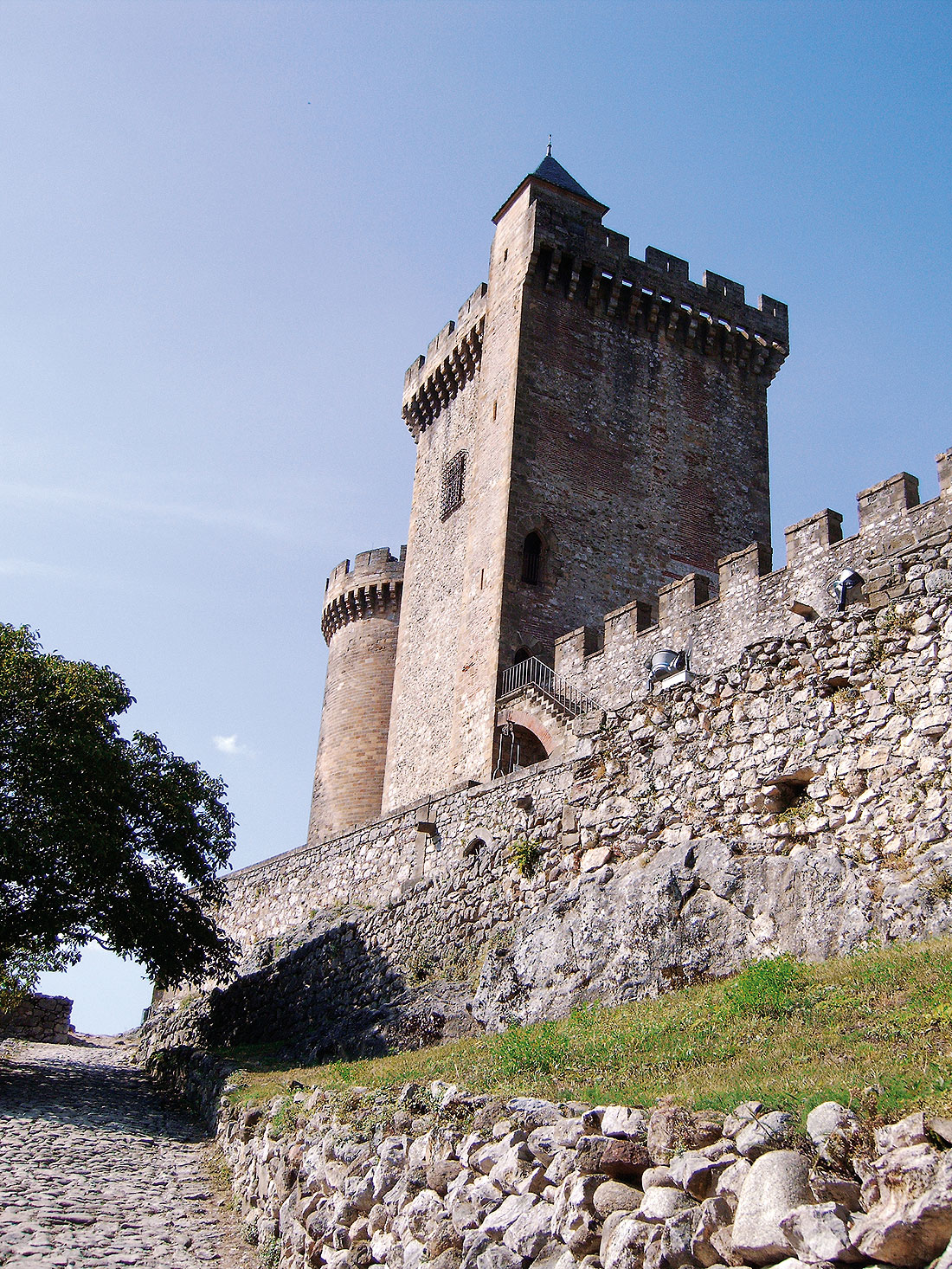
Tour Pointue

Castelul Foix (în franceză Château de Foix) este o veche cetate, astăzi ruină aflată în sudul Franței, care se înalțǎ peste orașul Foix , departamentul Ariège.

## Legǎturi externe
- Pafina oficialǎ a castelului Arhivat în 16 noiembrie 2012, la Wayback Machine. (francecză)
- - Arhivat în 15 februarie 2011, la Wayback Machine. (engleză)